# Kotchakorn Voraakhom
Kotchakorn Voraakhom (Tailandês: กชกร วร อาคม , nascida em 1981) é uma arquiteta e paisagista tailandesa e diretora executiva da Porous City Network, uma empresa social que busca aumentar a resiliência urbana no Sudeste Asiático. É a fundadora da Koungkuey Design Initiative, que trabalha com comunidades para reconstruir espaços públicos. Kotchakorn também faz campanhas por mais espaços verdes nas cidades e foi uma TED fellow em 2018.

## Educação e início de carreira
Voraakhom amava as enchentes na Tailândia quando criança. Ela estudou na Universidade Chulalongkorn e obteve seu diploma de bacharel em arquitetura de paisagem em 2001, recebendo uma medalha por seu desempenho acadêmico excepcional. Ela completou seus estudos de pós-graduação na Universidade de Harvard. Durante seu período em Harvard, a arquiteta e paisagista co-fundou a Koungkuey Design Initiative, uma organização de design sem fins lucrativos que apoia o desenvolvimento de bairros em comunidades. A organização trabalha com Espaços Públicos Produtivos. Ela voltou para a Tailândia em 2006.

## Carreira
Voraakhom é professora de paisagismo na Chulalongkorn University desde 2010. Ela trabalha na Landprocess, uma empresa de arquitetura paisagista em Bangkok, e foi considerada uma das melhores arquitetas da Tailândia que estão impactando a mudança social. Em 2015, Voraakhom trabalhou no Pavilhão da Tailândia na Milan Expo. O pavilhão estuda o papel da água na agricultura tailandesa. Em 2016, ela foi premiada com uma bolsa da The Asia Foundation. Voraakhom abriu o Siam Green Sky na Praça Siam em 2015.
Em 2017 fundou a Rede de Cidades Porosas. Bangkok é uma cidade com mais de 8 milhões de habitantes e fica a apenas 1,5 metros acima do nível do mar. Ela procura aumentar a resiliência das comunidades vulneráveis em Bangkok às mudanças climáticas e recebeu bolsas da Echoing Green e da Equity Initiative. Voraakhom ganhou um Concurso de Design da Universidade Chulalongkorn para seu parque que parece aumentar a resiliência urbana. Em resposta à ameaça de inundação, Voraakhom criou um Parque Centenário de 11 acres na Universidade Chulalongkorn. O parque é construído em um declive e contém áreas úmidas artificiais e contêineres subterrâneos que podem conter um milhão de galões de água. Ela diz que foi inspirada por Kaem Ling, ou bochecha de macaco, a proposta de Bhumibol Adulyadej de que Bangkok pode armazenar água na maré baixa. Em 2019 ela vai abrir um parque de 36 acres na Universidade Thammasat.
Em 2018, Voraakhom foi nomeada como uma TED Fellow. Ela escreveu para o City Green. Ela fazia parte do 2018 Global Entrepreneurship Bootcamp.

## Reconhecimento
É uma das 100 Mulheres da lista da BBC de 2020.